# Местоимение-существительное
Местоиме́ние-существи́тельное (также местоименное существительное, существительное-местоимение) — тематический класс местоимений, объединяемый общностью главных синтаксических функций с именем существительным. В традиционных описательных грамматиках включается в состав местоимений как самостоятельной части речи, в новейших грамматических теориях относится к имени существительному. В русских академических грамматиках рассматривается как отдельная часть речи.
По морфологическим характеристикам местоимения-существительные выделяются среди остальных имён существительных во многих языках, включая русский. Исходя из этого В. В. Виноградов дал определение местоимениям-существительным как «пережитку особой части речи», А. А. Зализняк отнёс их вместе с несогласуемыми числительными к «несогласуемо-бесчисловому» грамматическому разряду, авторы издания «Русской грамматики» 1980 года выделили местоимение-существительное как одну из знаменательных частей речи.

## Функции
Местоимение-существительное характеризуется теми же синтаксическими функциями, что и имя существительное, оно занимает вершину именной группы и выступает в предложении в роли подлежащего (я говорю) и дополнения (Иван никого не видел), а также включается в состав предложной группы обстоятельства (ушёл от всех, прошёл мимо него, не мог работать из-за этого).

## Разряды
Среди местоимений-существительных могут быть выделены разряды или группы с общими семантическими признаками. Так, например, во многих языках имеются личные местоимения (англ. she, he, who) и неличные местоимения (англ. it, what); одушевлённые местоимения (рус. я, мы, ты, вы, кто, кто-нибудь, никто, все) и неодушевлённые местоимения (рус. что, нечто, всё, что-то). В некоторых языках местоимения-существительные могут противопоставляться по полу: хауса wā̱nẹ̄ «кто?» (о мужчинах) — wā̱cẹ̄ «кто?» (о женщинах), по абстрактности/конкретности: исп. esto, esta «он, она, оно» (конкретное) — исп. esto «это» (абстрактное) и т. д.

## В русском языке
Местоимение-существительное в русском языке рассматривается как часть речи, указывающая на предмет и выражающая значение указания в морфологических категориях падежа (последовательно), числа и рода (непоследовательно). Местоимения-существительные представлены небольшой и непополняющейся группой слов. В отличие от местоименных прилагательных, грамматически относящихся к прилагательным, и местоименных числительных, грамматически относящихся к числительным, местоимения-существительные отличаются от существительных по своеобразию выражения категорий рода, числа и падежа, и не могут быть объединены с последними в одну часть речи. В классе знаменательных слов местоимение-существительное вместе с именем числительным относятся к неосновным частям речи.
По семантическим функциям местоимения-существительные объединяются в 5 групп:
- личные местоимения: я, ты, мы, вы, он (она, оно, они) — местоимения 3-го лица могут указывать как на лицо, так и на не-лицо;
- возвратное местоимение себя;
- вопросительные местоимения: кто, что;
- неопределённые местоимения: кто-то, что-то, кто-нибудь, что-нибудь, кто-либо, что-либо, кое-кто, кое-что, некто, нечто;
- отрицательные местоимения: никто, ничто, некого, нечего.